# Gaiberg
Gaiberg è un comune tedesco di 2 467 abitanti, situato nel land del Baden-Württemberg.